# Colette Heilbronner
Colette Heilbronner, née Colette Suzanne Paulette Lévy le 8 septembre 1915 dans le 16e arrondissement de Paris et morte exécutée par la Gestapo le 18 mai 1944 dans la cité des Fleurs dans le 17e arrondissement de Paris, est une résistante française.

## Héroïsme dans la Résistance
Le 18 mai 1944, elle défend, les armes à la main, l'entrée du 25, cité des Fleurs, lieu de réunion du Mouvement de libération nationale.
Les membres sont arrêtés. Colette Heilbronner est exécutée sur place par la Gestapo.
Son mari Jacques sera déporté à Buchenwald.
Elle laissera son fils Roland, âgé de quatre ans.

## Distinctions
- Chevalier de la Légion d'honneur
- Croix de guerre 1939–1945
- Médaille de la Résistance française avec rosette (décret du 24 avril 1946)[4]

## Hommages
- Il existe une allée Colette-Heilbronner à Paris[5].
- Colette Heilbronner est distinguée Morte pour la France (1950)[2].

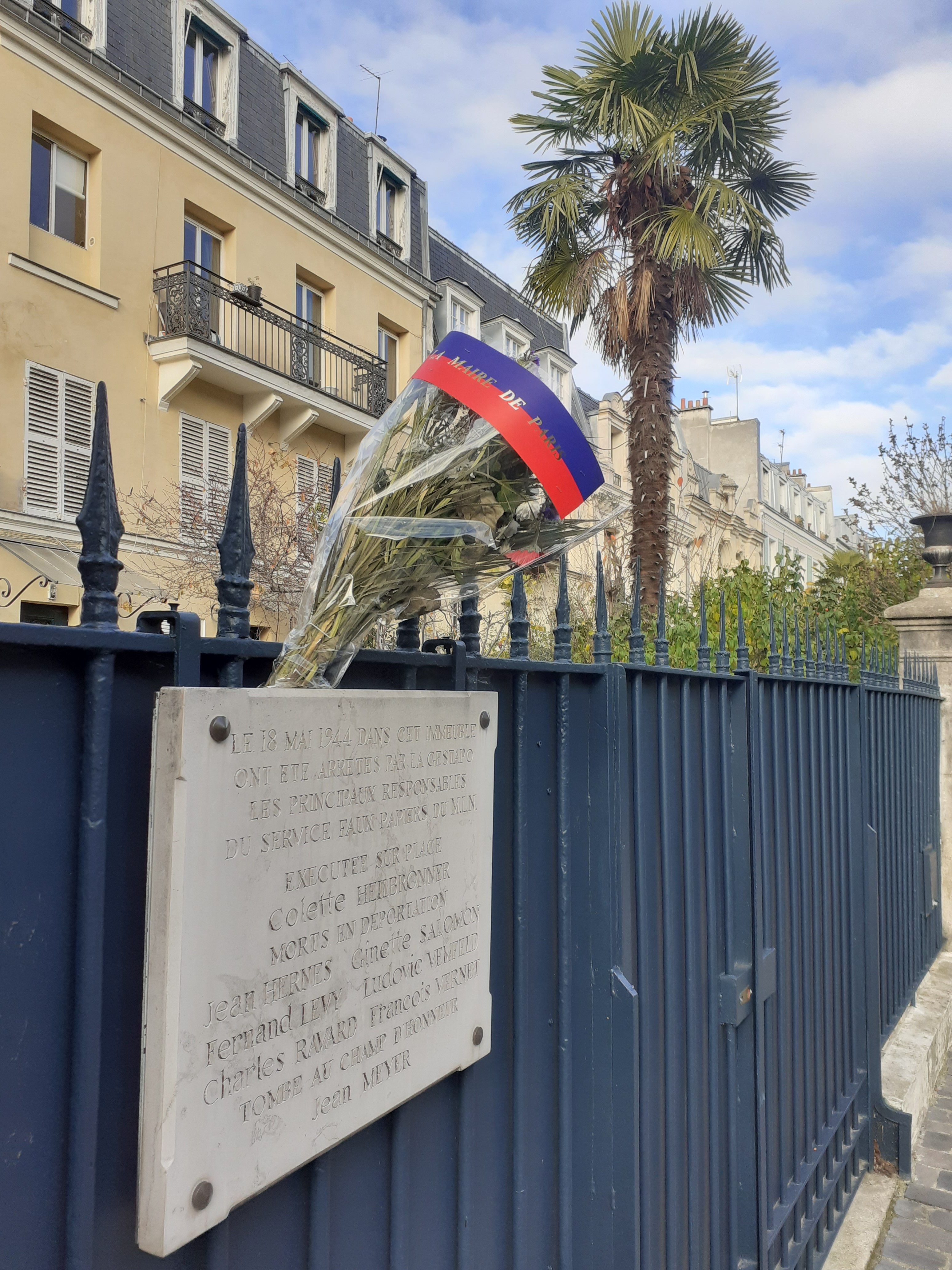
La plaque de la cité des Fleurs est régulièrement fleurie par les autorités et les associations.